# Joannes Gijsen
Joannes Baptist Matthijs Gijsen (* 7. Oktober 1932 in Oeffelt, Niederlande; † 24. Juni 2013 in Sittard, Niederlande) war römisch-katholischer Bischof von Roermond und Reykjavík.

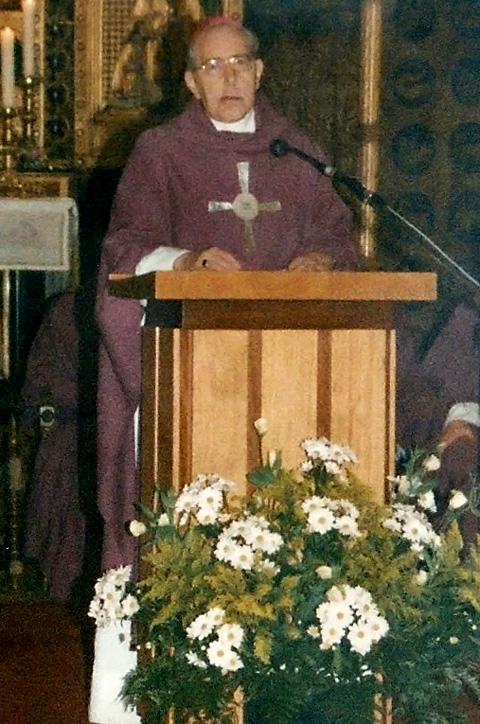
Joannes Baptist Matthijs Gijsen (2010)

## Leben
Joannes Gijsen studierte Philosophie und Katholische Theologie am Priesterseminar in Roermond und empfing am 6. April 1957 das Sakrament der Priesterweihe. Er war bis 1959 Kaplan in Valkenburg und dann Lehrer am Kleinen Seminar in der Abtei Rolduc bei Kerkrade. Er studierte Theologie und Kirchengeschichte an der Rheinischen Friedrich-Wilhelms-Universität Bonn und der Westfälischen Wilhelms-Universität Münster und wurde in Kirchengeschichte promoviert. Von 1963 bis 1966 hatte er Lehraufträge am Großen Seminar in Roermond und ab 1964 an der Academie Beeldende Kunsten Maastricht in Maastricht. Bis 1972 war er zudem Rektor des Klosters Sint-Elisabethsdal zu Nunhem bei Leudal.
Am 20. Januar 1972 wurde er von Papst Paul VI. zum Bischof von Roermond ernannt; dies geschah gegen den Willen der niederländischen Bischöfe, vor allem Bernard Jan Kardinal Alfrinks. Am 13. Februar 1972 wurde er im Petersdom in Rom durch Paul VI. zum Bischof geweiht. Mitkonsekratoren waren der Erzbischof von Utrecht, Bernard Jan Kardinal Alfrink, und der Erzbischof von Armagh, William John Kardinal Conway. Sein Wahlspruch lautet Parate viam Domini (deutsch: Bereitet den Weg des Herren). Er engagierte sich insbesondere für die Neuordnung der Diözese und Umsetzung der Beschlüsse des Zweiten Vatikanischen Konzils. Gijsen geriet immer wieder wegen seiner konservativen Haltung mit der niederländischen Bischofskonferenz in Konflikt. Ab 1978 beteiligte sich sein Bistum nicht mehr an der gemeinsame Kollekte in der Fastenzeit (Vastenaktie), da nach Gijsens Meinung damit zu sehr Projekte der Entwicklungshilfe gefördert worden waren und zu wenige Projekte der Pastoral. Er baute das konservative Priesterseminar Rolduc wieder auf, an dem zahlreiche heutige niederländische Geistliche ausgebildet wurden.
1993 musste er sein Amt aus gesundheitlichen Gründen zur Verfügung stellen. Bis 1996 war er als Titularbischof von Traiectum ad Mosam Seelsorger im Kloster Walpersdorf in Österreich. 1995 berief ihn Papst Johannes Paul II. 1995 zum Apostolischen Administrator, ein Jahr später zum Bischof von Islands Hauptstadt Reykjavík. Am 30. Oktober 2007 nahm Papst Benedikt XVI. Gijsens aus Altersgründen vorgebrachtes Rücktrittsgesuch an. Er nahm seinen Altersruhesitz im Kloster der Karmelitinnen in Kollenberg.
Im April 2014 gab die römisch-katholische Kirche in den Niederlanden nach einer internen Untersuchung bekannt, dass Joannes Gijsen zwischen 1958 und 1961 zwei Jungen sexuell missbraucht hatte. Laut Medienberichten hatte Gijsen beide Opfer zu sexuellen Berührungen und einen der beiden Jungen zum Oralverkehr gezwungen. Gegen Gijsen wurden 2011 erneut Anschuldigungen sexuellen Missbrauchs erhoben, er bestritt jedoch, das Opfer zu kennen. Eine Kommission nahm die Fälle eine Woche nach Gijsens Tod 2013 wieder auf.